# Devendra
Devendra is een spinnengeslacht in de taxonomische indeling van de Zoropsidae. Het geslacht werd in 1967 beschreven door Lehtinen. 

## Onderliggende soorten
- Devendra pardalis (Simon, 1898)
- Devendra pumilus (Simon, 1898)
- Devendra seriatus (Simon, 1898)